# باشگاه فوتبال سردار بوکان
باشگاه فوتبال سردار بوکان یک باشگاه فوتبال ایرانی است که در سال ۱۳۷۹ در شهر بوکان پایه‌گذاری شد. سردار بوکان از پرهوادارترین تیم‌های فوتبال در شمالغرب ایران است. تیم فوتبال سردار یک باشگاه ریشه‌دار بوده و تاکنون بازیکنان متعددی پس از درخشش در این تیم به تیم‌های لیگ برتر فوتبال ایران پیوسته‌اند. این باشگاه فوتبال در حال حاضر در مرحلهٔ دوم رقابت‌های لیگ دسته سوم فوتبال ایران حضور دارد.

## تاریخچه
سردار بوکان در سال ۲۰۰۰ میلادی برابر با ۱۳۷۹ شمسی به وسیله علی خدامرادی پیشکسوت فوتبال بوکان به صورت غیررسمی پایه‌گذاری شد. ثبت و تأسیس این باشگاه ورزشی در سازمان ثبت شرکت‌ها در سال ۸۳ در این شهرستان انجام شد. این تیم فوتبال، نام خود را از درجهٔ نظامی سردار عزیزخان مکری گرفته است. عزیزخان مکری از مشاهیر بوکان است که در دورهٔ قاجار، فرماندهٔ کل قوای ارتش ایران بود.
تیم فوتبال سردار در راستای پروژه انتخاباتی مدیران سابق فدراسیون فوتبال که سروصدای زیادی هم در رسانه‌ها و برنامه‌های تلویزیونی ایجاد کرده بود، مجوز حضور در مسابقات لیگ دسته دوم کشور را به دست آورد.
در آن مقطع علی کفاشیان و مدیریت فدراسیون فوتبال در آستانهٔ انتخابات ریاست، اقدام به واگذاری سهمیهٔ تیم‌های لیگ دویی به هیئت‌های فوتبال استان‌ها و شهرستان‌های مختلف فوتبال کشور کرد که با انتقاد شدید رسانه‌ها همراه شد.
با این حال سهمیهٔ شهر بوکان در انتخابات مجمع فوتبال استان در سال ۱۳۹۳ به وسیله شخص علی کفاشیان رئیس وقت فدراسیون فوتبال به هیئت استان آذربایجان غربی هدیه شد. در هر بازی خانگی سردار بوکان بیش از ۵ هزار نفر تماشاگر حضور دارد.

## مربیان

### مربیان تاریخ باشگاه
در فهرست زیر لیست مربیان سرشناس که از لیگ ۲، در تیم سردار بوکان سرمربی بوده‌اند درج شده است:
| نام مربی             | سال‌ها     |
| -------------------- | --------- |
| رضا وطنخواه          | ۱۳۹۴–۱۳۹۵ |
| سعید شوکتی (موقت)    | ۱۳۹۵      |
| پیروز قربانی         | ۱۳۹۵–۱۳۹۷ |
| داوود سیدعباسی       | ۱۳۹۷      |
| داریوش هرمزی         | ۱۳۹۷–۱۳۹۸ |
| پیروز قربانی         | ۱۳۹۸–۱۳۹۹ |
| حسین میرحسامی (موقت) | ۱۳۹۹      |
| فرید قلندری (موقت)   | ۱۳۹۹      |
| حسین خطیبی           | ۱۳۹۹      |
| مهدی آقامحمدی        | ۱۳۹۹      |
| صابر میرقربانی       | ۱۴۰۰      |
| فرید قلندری          | ۱۴۰۰      |

| دوره      | لیگ                        | جایگاه   | توضیحات                                 |
| --------- | -------------------------- | -------- | --------------------------------------- |
| ۲۰۰۳–۲۰۰۶ | لیگ برتر فوتبال استان آ. غ | صدر جدول | قهرمان دو فصل در لیگ                    |
| ۲۰۰۷–۲۰۰۹ | لیگ دسته سوم فوتبال ایران  |          |                                         |
| ۲۰۱۴–۲۰۰۹ | بدون حضور                  |          |                                         |
| ۲۰۱۵–۲۰۱۶ | دسته دوم                   | هفتم     |                                         |
| ۲۰۱۶–۲۰۱۷ | دسته دوم                   | پنجم     |                                         |
| ۲۰۱۷–۲۰۱۸ | دسته دوم                   | سوم      | در مرحله دوم نتوانست به لیگ یک صعود کند |
| ۲۰۱۸–۲۰۱۹ | دسته دوم                   | هشتم     |                                         |
| ۲۰۱۹–۲۰۲۰ | دسته دوم                   | یازدهم   |                                         |
| ۲۰۲۰–۲۰۲۱ | دسته دوم                   | سیزدهم   | سقوط                                    |